# 伊賀郡
- 令制国一覧 > 東海道 > 伊賀国 > 伊賀郡
- 日本 > 近畿地方 > 三重県 > 伊賀郡

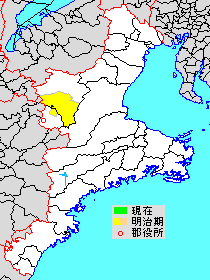
三重県伊賀郡の範囲

伊賀郡（いがぐん）は、三重県（伊賀国）にあった郡。

## 郡域
1878年（明治11年）に行政区画として発足した当時の郡域は、下記の区域にあたる。
- 名張市の一部（概ね新田・東田原・美旗中村・下小波田・上小波田・南古山・美旗町各町および桔梗が丘の一部）
- 伊賀市の一部（概ね白樫、予野、上之庄、笠部、依那具、ゆめが丘、市部、沖、摺見、妙楽地、瀧、勝地以南）

## 歴史

### 近世以降の沿革
- 明治初年時点で、全域が津藩領であった。「旧高旧領取調帳」の記載によると59村が存在。
- 明治4年
  - 7月14日（1871年8月29日） - 廃藩置県により津県の管轄となる。
  - 11月22日（1872年1月2日） - 第1次府県統合により安濃津県の管轄となる。
- 明治5年3月17日（1872年4月24日） - 安濃津県が改称して三重県となる。
- 明治12年（1879年）2月5日 - 郡区町村編制法の三重県での施行により、行政区画としての伊賀郡が発足。「名張伊賀郡役所」が名張郡梁瀬村（後の名張村）に設置され、同郡とともに管轄。

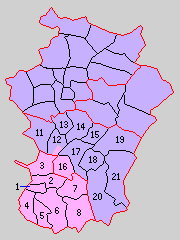
11.花垣村 12.古山村 13.猪田村 14.依那古村 15.比自岐村 16.美濃波多村 17.神戸村 18.阿保村 19.上津村 20.種生村 21.矢持村（桃：名張市 紫：伊賀市 1 - 8は名張郡）

- 明治22年（1889年）4月1日 - 町村制の施行により、以下の町村が発足。特記以外は現・伊賀市。（11村）
  - 花垣村 ← 予野村[1]、大滝村、桂村、治田村、白樫村
  - 古山村 ← 蔵縄手村、菖蒲池村、湯屋谷村、界外村、東谷村、安場村、鍛冶屋村（現・伊賀市）、南村（現・名張市）
  - 猪田村 ← 猪田村、山出村、上ノ庄村、笠部村
  - 依那古村 ← 沖村、依那具村、市部村、才良村、上郡村、下郡村、森寺村
  - 比自岐村 ← 比自岐村[2]、岡波村、摺見村
  - 神戸村 ← 上神戸村、下神戸村、古郡村、比土村、上林村、枅川村
  - 美濃波多村 ← 新田村、東田原村、中村、下小波田村、上小波田村（現・名張市）
  - 阿保村 ← 阿保村、柏尾村、岡田村、寺脇村、別府村、羽根村
  - 上津村 ← 伊勢地村、滝村、妙楽寺村、勝地村、北山村、下川原村
  - 種生村 ← 種生村、高尾村、老川村、川上村
  - 矢持村 ← 腰山村、奥鹿野村、福川村、諸木村、霧生村
- 明治29年（1896年）4月1日 - 郡制の施行のため、名張郡・伊賀郡の区域をもって名賀郡が発足。同日伊賀郡廃止。

## 行政
名張・伊賀郡長
| 代 | 氏名     | 就任年月日             | 退任年月日                | 備考                           |
| -- | -------- | ---------------------- | ------------------------- | ------------------------------ |
| 1  | 中山光大 | 明治12年（1879年）5月  |                           |                                |
| 2  | 山県昌雄 | 明治19年（1886年）9月  |                           |                                |
| 3  | 町井治   | 明治21年（1888年）12月 |                           |                                |
| 4  | 川田茂通 | 明治24年（1891年）6月  | 明治29年（1896年）3月31日 | 名張郡との合併により伊賀郡廃止 |